# Międzynarodowy kodeks ładunków niebezpiecznych
Międzynarodowy kodeks ładunków niebezpiecznych IMDG (ang International Maritime Dangerous Goods Code) – wydawany przez Międzynarodową Organizację Morską przewodnik bezpiecznego transportowania ładunków niebezpiecznych drogą morską. Jest realizacją przepisów części A rozdziału VII Międzynarodowej konwencji o bezpieczeństwie życia na morzu. IMO dokonuje aktualizacji kodeksu co dwa lata. 
Kodeks ukazuje się trzech częściach.
- Tom pierwszy zawiera część wstępną oraz 
  - podział ładunków niebezpiecznych na klasy
  - przepisy regulujące konstrukcje pojemników i opakowań ładunków niebezpiecznych, ich oznaczania i opisywania
  - przepisy regulujące przewóz na statkach (rozmieszczenie, oddzielenie, mocowanie i kontrole ładunku).

- Tom drugi zawiera listę wszystkich niebezpiecznych towarów dopuszczonych do transportu drogą morską. Lista podaje numer substancji niebezpiecznej według norm ONZ, prawidłową nazwę substancji, klasę niebezpieczeństwa oraz wymagania dotyczące pakowania i transportu (odwołując się do wymagań opisanych w tomie pierwszym).

- Dodatek zawiera: 
  - spis procedur na wypadek pożaru lub rozsypu/rozlewu substancji niebezpiecznej
  - poradnik pierwszej pomocy w przypadku osób narażonych na kontakt z substancja niebezpieczną (Medical First Aid Guide)
  - procedury zgłaszania ładunków niebezpiecznych w systemach kontroli ruchu oraz zgłaszania wypadków z ładunkami niebezpiecznymi
  - wytyczne w sprawie sztauowania materiałów niebezpiecznych wewnątrz kontenerów
  - wytyczne w sprawie bezpiecznego użycia pestycydów na statkach
  - przepisy Międzynarodowego kodeksu bezpiecznego transportu wypalonego paliwa nuklearnego, plutonu i silnie radioaktywnych odpadów na statkach (IFN Code).